# Saterland
Saterland é um município da Alemanha localizado no distrito de Cloppenburg, estado de Baixa Saxônia.
Saterland é a locação onde o dialeto oriental da língua frísia é falado.